# Place Blanche

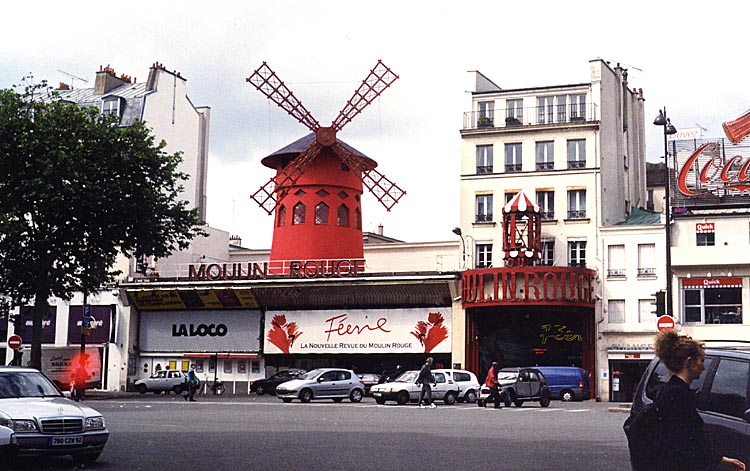
O Moulin Rouge visto da Place Blanche

A Place Blanche em Paris, France é uma das praças mais pequenas do Boulevard de Clichy, entre o 9.º e o 18.º arrondissements e que leva a Montmartre. Fica próximo da Place Pigalle.
Durante a Comuna de Paris da primavera de 1871, foi uma das inúmeras zonas onde foram erigidas barricadas pelos Communards para repelir as tropas de Versalhes de Adolphe Thiers, à medida que tentavam avançar para oeste para recapturar a capital.
O famoso cabaré Moulin Rouge situa-se na Place Blanche.
Durante a década de 1950, a Place Blanche foi o centro da comunidade transsexual de Paris, descrita no livro de Christer Strömholm, Les amies de Place Blanche.